# Didelphodon
Didelphodon ("zub vačice opossum") byl rod pravěkých vačnatců, žijících v období pozdní křídy (stupeň maastricht, asi před 69 až 66 miliony let) na území západu Severní Ameriky. Zkameněliny tohoto asi metr dlouhého savce byly objeveny v souvrství Hell Creek (Montana), Lance (Wyoming) a Scollard (Alberta).

## Druhy
V současnosti jsou rozlišovány tři druhy tohoto rodu: D. vorax, D. padanicus a D. coyi. Při velikosti menšího psa představoval didelfodon jednoho z největších známých savců druhohor (větší byl zřejmě jen čínský Repenomamus). Tvar dentice nasvědčuje tomu, že šlo o aktivního predátora s širokým spektrem potravy. Přímým předkem tohoto rodu mohl být mírně geologicky starší rod Eodelphis z geologického věku kampán (před 84 až 72 miliony let).

## Čelistní stisk
Vědecká studie z roku 2016 ukázala, že tito savci měli velmi silný stisk čelistí. V poměru ke své velikosti (hmotnost asi do 5 kilogramů) měl didelfodon dokonce silnější stisk na jednotku plochy než má dnes hyena nebo kterýkoliv jiný savec. To malému pra-vačnatci zřejmě otevíralo lepší možnosti k obstarávání potravy.

## V populární kultuře
Didelphodon se objevuje ve vědeckém trikovém dokumentu Putování s dinosaury (6. díl: Konec dynastie), kdy je prezentován jako jezevci podobný oportunista, pojídající například i vejce tyranosaura.